# Acer traini
Acer traini — вимерлий вид клена, описаний з окремих викопних крилаток. Вид був описаний зі скам’янілостей міоценового віку, знайдених у Канаді та Сполучених Штатах Америки. Це один із кількох вимерлих видів, які живуть у секції Glabra.

## Опис
Крилатки A. traini мають загальну трикутну форму горішка із середньою довжиною 0.5–0.9 сантиметрів і 0.4–0.8 сантиметрів завширшки та «помірно роздуті» з трьома чіткими виступами. Один з виступів дуже чіткий, розташований посередині горішка. Крила мають довжину від 1.2 до 2.5 сантиметрів і ширину від 0.6 до 1.2 сантиметрів. Парні крилатки мають кут прикріплення 30°–40° з шістьма чіткими жилками на крилах, які починаються на кінчику горішка і вигинаються від краю крила, розгалужуючись три-чотири рази кожна. Вулф і Танаї зазначають, що жодні ознаки не відокремлюють плоди A. traini від A. glabrum. Вони припускають, що якщо буде знайдено викопні листки, пов'язані з плодами, які відповідають живому листю A. glabrum, тоді A. traini можна вважати синонімом A. glabrum. Однак, поки не будуть знайдені скам'янілості листя, вони пропонують зберігати окремий таксон.